# Победзиска (гмина)
Победзиска (пол. Pobiedziska) — гмина (волость) в Польше, входит как административная единица в Познанский повет, Великопольское воеводство. Население — 17 083 человека (на 2008 год).

## Сельские округа
1. Беднары
2. Бискупице
3. Боцинец
4. Борово-Млын
5. Глувна
6. Гура
7. Янково
8. Ежиково
9. Коцаново
10. Кочалкова-Гурка
11. Колата
12. Ляталице
13. Лагевники
14. Подажево
15. Польска-Весь
16. Помажановице
17. Промно
18. Стеншевко
19. Вагово
20. Венглево
21. Врончин
22. Злотнички
23. Бугай
24. Чахурки
25. Голунин
26. Ежин
27. Ковальске
28. Кшеслице
29. Прушевец
30. Стара-Гурка
31. Тучно
32. Узажево-Хубы
33. Вуйтоство
34. Зберково

## Соседние гмины
1. Гмина Кишково
2. Гмина Костшин
3. Гмина Лубово
4. Гмина Мурована-Гослина
5. Гмина Некля
6. Гмина Сважендз
7. Гмина Чернеево
8. Гмина Червонак